# Faunis pleonasma
Faunis pleonasma är en fjärilsart som beskrevs av Johannes Karl Max Röber 1896. Faunis pleonasma ingår i släktet Faunis och familjen praktfjärilar. Inga underarter finns listade i Catalogue of Life.